# NGC 5757
NGC 5757 is een balkspiraalstelsel in het sterrenbeeld Weegschaal. Het hemelobject werd op 19 mei 1787 ontdekt door de Duits-Britse astronoom William Herschel.

## Synoniemen
- ESO 580-33
- MCG -3-38-14
- IRAS 14449-1852
- PGC 52839